# ځ
ځ는 치경 파찰음(IPA: /dz/) 소리를 나타내는 파슈토어 글자이다. 크기와 모양은 위에 ء가 있는 ḥāʾ이다.:17–18 단어에서의 위치에 따라 여러 가지 방식으로 표기된다.
| 단어에서의 위치: | 독립형 | 어미형 | 어중형 | 어두형 |
| ---------------- | ------ | ------ | ------ | ------ |
| 문자 형태:       | ځ‎      | ـځ‎     | ـځـ‎    | ځـ‎     |